# Lança do destino

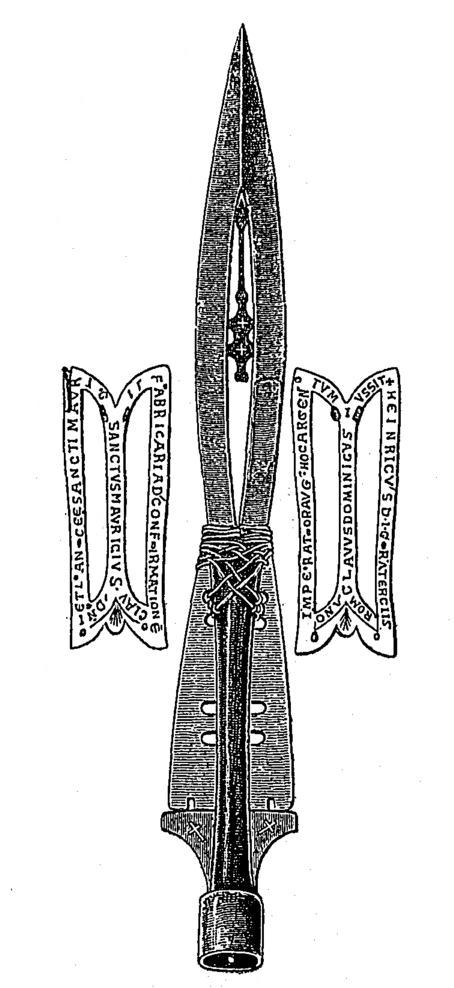
Lança do Destino, gravura representando a ponta de lança conservada em Viena.

A Lança do Destino (também conhecida como Lança Sagrada ou Lança de Longino), segundo a tradição da Igreja Católica, foi a arma usada pelo centurião romano Longinus para perfurar o tórax de Jesus Cristo durante a crucificação.

### Roma

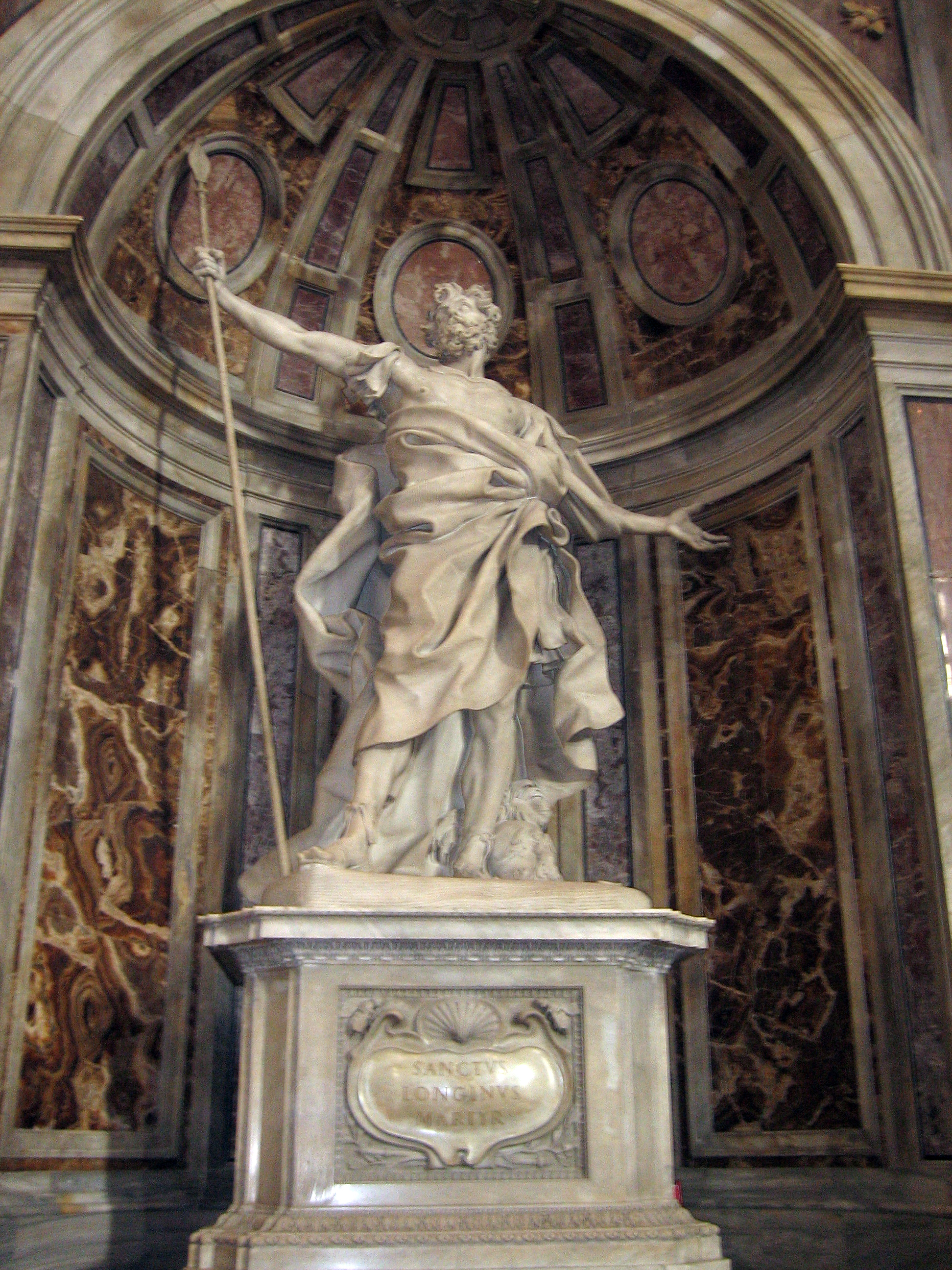
Estátua de São Longuinho de Gian Lorenzo Bernini (1638)